# Espace contemporain des arts du Pacifique
L'Espace contemporain des arts du Pacifique est un centre de création contemporaine située sur l'île de Bora-Bora en Polynésie française. 
C'est aussi un outil juridique et de production, de promotion, de diffusion et de défense de la création contemporaine en Océanie, pour les arts plastiques, les arts audiovisuels et multimédias, la musique et la littérature. Il joue le rôle de producteur et d'agent, ainsi que de délégué dans la gestion des droits d'auteur des créateurs affiliés pour les représenter au sein de l'ADAGP, de la SACEM et de la SAIF. Il organise des expositions en Océanie (Jonathan Bougard, Teia, Proia, Lili Oop et Paskua à l'Antigallery) et en suscite à l'international (Paskua au Palau Pignatelli de Barcelone en novembre 2007 et à l'AntigAlerie du Centre Beaubourg) et participe à des foires internationales d'art contemporain (Paskua à la Biennale de Lyon 2007 ; seconde Biennale Internationale d'Art Hors-les-Normes - New York Expo 2008...).
L'Espace contemporain des arts du Pacifique ouvre en novembre 2008 un centre de création contemporaine, l'Antigallery, liée au Site officiel de l'Antigallery, et le Black Block Kube, situé sur la plage Matira de l'ile de Bora Bora.
Il est présidé par Lydia Puatini Guibaudo della Rocca.
L'Espace contemporain des arts du Pacifique est ouvert à tous les créateurs résidents du continent océanien (Polynésie française, Cook, Tonga, Fidji, Kiribati, Samoa, Wallis-et-Futuna, Nouvelle-Zélande, Nouvelle-Calédonie, Île de Pâques, Australie, ...).
L'Espace contemporain des arts du Pacifique est membre de Pacific Arts Alliance (Unesco program).